# Fire Up the Blades
Fire Up the Blades è il terzo album in studio del gruppo heavy metal canadese 3 Inches of Blood in uscita il 26 giugno 2007.

## Il disco
Una versione demo della canzone "Goatrider's Horde" è disponibile per il download sul sito ufficiale della Roadrunner
L'album è stato prodotto da Joey Jordison (Slipknot, ex-Murderdolls), per la prima volta nelle vesti di produttore ma che precedentemente aveva prodotto diverse canzoni della raccolta Roadrunner United.
Inoltre per la band è il primo album con la nuova formazione, interamente cambiata non considerando i cantanti Cam Pipes e Jamie Hooper.
L'album segna un cambiamento nello stile della band che si sposta verso sonorità thrash metal.

## Tracce
1. Through the Horned Gate – 2:07
2. Night Marauders – 4:15
3. The Goatrider's Horde – 4:13
4. Trial of Champions – 3:39
5. God of the Cold White Silence – 4:24
6. Forest King – 5:16
7. Demon's Blade – 4:10
8. The Great Hall of Feasting – 3:53
9. Infinite Legions – 4:55
10. Assassins of the Light – 3:20
11. Black Spire – 5:23
12. The Hydra's Teeth – 4:49
13. Rejoice in the Fires of Man's Demise – 1:32

## Formazione
- Cam Pipes - voce
- Jamie Hooper - voce
- Justin Hagberg - chitarra
- Shane Clark - chitarra
- Nick Cates - basso
- Alexei Rodriguez - batteria